# Talent Caldwell
Pour les articles homonymes, voir Caldwell.
Talent Caldwell est un dessinateur de comics connu pour avoir travaillé chez Top Cow sur la série Fathom, mais aussi sur des personnages plus connus comme Superman chez DC Comics ou Spider-Man chez Marvel Comics.

## Biographie

### Quelques dates
Talent Caldwell est né le 21 juin 1979[réf. souhaitée].
Il commence les cours au Art Institute of Los Angeles le 3 octobre 1999 pour le quitter moins de six mois plus tard après avoir été repéré par Michael Turner lorsqu'il était chez Top Cow. En effet, le 8 janvier 2000, après lui avoir montré son cinq pages sur The Darkness vs Witchblade, il devient son assistant dessinateur.
Le 12 janvier 2000, il commence sa carrière chez Top Cow sur le Fathom no 11.
En septembre 2002, il quitte Top Cow pour suivre Michael Turner qui crée sa propre boite Aspen Comics. Au milieu des années 2000, Talent Caldwell tourne également en indépendant pour DC Comics ou Marvel Comics, et en 2006 chez Image Comics sur la série Gen¹³.
Après avoir été peu présent dans l'industrie de la bande dessinée à la fin des années 2000 et début des années 2010, il réapparaît en 2018 avec la série The Mainstream pour l'éditeur Zenescope (en).

## Publications
en anglais
- 2001 : Fathom: Killian's Tide no 1-4
- 2004 : Superman: God Fall (Action Comics no 812-813, Adventures of Superman no 625-626, Superman (2°) no 202-203)
- 2004 : Fathom: Dawn of War no 0-3
- 2005 : Spectacular Spider-Man (2°): Read 'Em An' Weep, The Infernal Triangle no 21-22
- 2005 : Wolverine - Shinjuku Incident (8 pages) - X-Men: Age Of Apocalypse no 1 (One-Shot)
- 2005-2006 : WildCATS : Nemesis no 1-9
- G.I. Joe : A Real American Hero: Cobra Reborn no 1
- 2006 : Gen¹³ vol. 4, no 1-3, 5-6
- 2008 : WildCATS : Armageddon : As Ye Sow... (One-Shot)
- 2009 : Supergirl (5°) n°39 : Who Is Superwoman? Part Three : Ticking Clocks
- 2010 : Batgirl (3°) n°8 : Batgirl Rising : Robins Are Red...
- Fathom: Dawn of War Beginnings no 1

en français
- 2001 : Fathom: Killian's Tide Fathom (Semic) n°7-10
- 2004 : Superman: God Fall (La chute d'un dieu)   Superman HS n°8-9
- 2004 : Fathom: Dawn of War Aspen Comics n°2-4, n°6 ou Fathom (Delcourt) n°1
- 2005 : Spider-Man: Read 'Em An' Weep, The Infernal Triangle (Marvel France - 2° série) n° 68-69
- 2005 : Wolverine - Shinjuku Incident (8 pages) - X-Men Extra n° 54